# Étienne Benoist de La Grandière
Pour les articles homonymes, voir Benoist et Benoist de La Grandière.
 (juin 2019).
Étienne-Jacques-Christophe Benoist de La Grandière, écuyer, né le 24 juillet 1733 à Tours et décède à Tours le 18 décembre 1805, est un juriste français, maire de la ville de Tours de 1780 à 1790, dont il est le dernier sous l'Ancien Régime.

## Biographie

### Ses études
Étienne Benoist de La Grandière est le fils de Louis Benoist de La Grandière (1703-1788), ancien maire de Tours, et de Madeleine Rabasche (fille de Jean Jacques Rabasche, sieur des Deux-Croix, maire de Tours durant 23 ans, qui serra son parrain).
Il étudie au collège des Jésuites à Tours, puis alla ensuite à l'Université d'Orléans où il fait son droit sous le célèbre Pothier, dont les travaux ont préparé le code civil. Il reçoit plusieurs années consécutives la médaille d'honneur qu'avait instituée Pothier pour celui de ses élèves qui aurait le mieux subi ses examens. En 1758, son père le conduit à Paris afin de le faire recevoir dans la charge de procureur du roi en la maîtrise particulière des eaux et forêts de Tours que son frère, sur le conseil de son père, lui avait vendue. Ayant prêté serment d'avocat au parlement de Paris, il revient à Tours. 
En 1762, il épouse Marie-Catherine Verger de Vaudenuit, fille de Jean-Gabriel Verger, sieur de Vaudenuits, négociant et propriétaire à la Martinique, et de Marie-Françoise Roüault. Cousine du maire Michel Banchereau, elle est la sœur de Gabriel-Benoît Verger, écuyer, garde du corps du roi et capitaine de cavalerie, chevalier de Saint-Louis, qui épousera la sœur de François-Michel-Antoine de Rancher, marquis de La Ferrière (gendre de François Testu de Balincourt, beau-père du duc des Cars et grand-père du marquis de Nadaillac). Étienne Benoist de La Grandière était le père de :
- Marie-Magdeleine, épouse du banquier Alexandre-Pierre-François Goüin (d'où le ministre Alexandre Goüin) ;
- Madeleine, épouse de Gentien Rangeard de La Germonière, commissaire-général de la Marine, conseiller général d'Indre-et-Loire, propriétaire du manoir de la Sagerie (d'où le député Louis-Hippolyte Rangeard de La Germonière) ;
- Louise-Catherine, épouse d'Adrien-Michel de Gaullier, chevalier, seigneur de Saint-Cyr et de Thaïs, secrétaire du bureau aux États de la noblesse de Touraine, maire de Sorigny ;
- Marie-Gabrielle, épouse de Charles Millochin ;
- Étienne-Louis, écuyer, capitaine de cavalerie, agent consulaire à Hambourg, marié à Jeanne Langlois puis à Catherine Rataud (fille de Jean Rataud, conseiller à la Cour de cassation, et sœur de Marc Aurèle Rataud, maire du 5e arrondissement de Paris).

En janvier 1772, son père lui cède sa place d'assesseur de la Maréchaussée générale de Touraine. Le gouvernement le nomme avocat général au Conseil supérieur de sa province à Blois en récompense de ses services, mais il en refuse la faveur, ne pouvant se résoudre à occuper une position supérieure à celle de son père qui en était alors conseiller.
Outre ses charges de procureur du roi en la maîtrise des eaux et forêts de Tours, il est également conseiller du roi au Bailliage et siège présidial de Tours à partir de 1779, censeur royal et pensionné du roi.
Entre 1767 et 1777, il compose un recueil en deux volumes de ses loisirs littéraires, en forme de bouquets, énigmes, chansons, épîtres, triomphes, épi-grammes, envois, etc : Mes Rêveries. Recueil des petites pièces que j'ai faites en diverses occasions et presque toutes en impromptu.

### Un maire au service de l'intérêt général

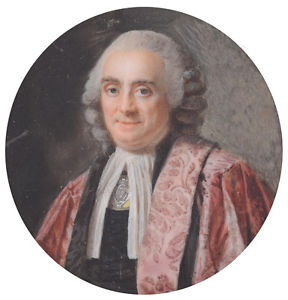
Portrait par Thomas-Étienne Pringot.

En 1780, à la suite de la mort de Michel Banchereau, trois candidats sont désignés par le corps électoral de la ville de Tours afin que le nouveau maire soit choisi. François Baudichon-Viot, ancien échevin, obtient le plus de voix, devant René-François Barbet, procureur du roi de la maréchaussée de Touraine et lieutenant de maire, et Benoist de La Grandière. Mais c'est Benoist de La Grandière qui devient maire de la ville de Tours, nommé directement par le roi, mairie qu'il conservera jusqu'en 1790.
Orientant son action sur le développement économique et urbanistique de Tours, il s'occupe durant ces dix années de mairat à rétablir et renforcer le lien entre la municipalité et le pouvoir royal, et ainsi en tirer les avantages pour la ville. À cet effet, il réalise plusieurs séjours à Paris et à Versailles afin d'y défendre les intérêts de Tours et apporter son soutien aux réformes royales, et tache d'exercer un jeu d'influence pour promouvoir sa ville au sein des salons ministériels, s'entretenant en personne avec Necker et Calonne.
Il s'appuie notamment sur l’échevin André Jérôme Simon-Roze, qui lui fait profiter de relations parisiennes forgées lors de ses voyages d’affaires, et avec qui il sera reçu à l’hôtel du contrôleur général des finances à Fontainebleau en 1785.
Depuis la fin du XVIe siècle, Tours était privé des foires franches. Comprenant toute l'influence que leur rétablissement aurait sur l'extension du commerce et toute l'importance qu'en pourrait retirer la Ville de Tours, il entreprit de faire autoriser par le gouvernement la réouverture de ces foires de Tours. Il eut à lutter en cette occasion contre de puissants adversaires, les fermiers généraux, qui voyaient dans la réalisation de ce projet, une atteinte portée à leurs privilèges. Ses efforts furent couronnés d'un plein succès, et, en 1782, il obtint un arrêté ordonnant qu'une foire franche aurait lieu à Tours, tous les six mois, avant d'en obtenir en 1785, la prolongation et l'augmentation.

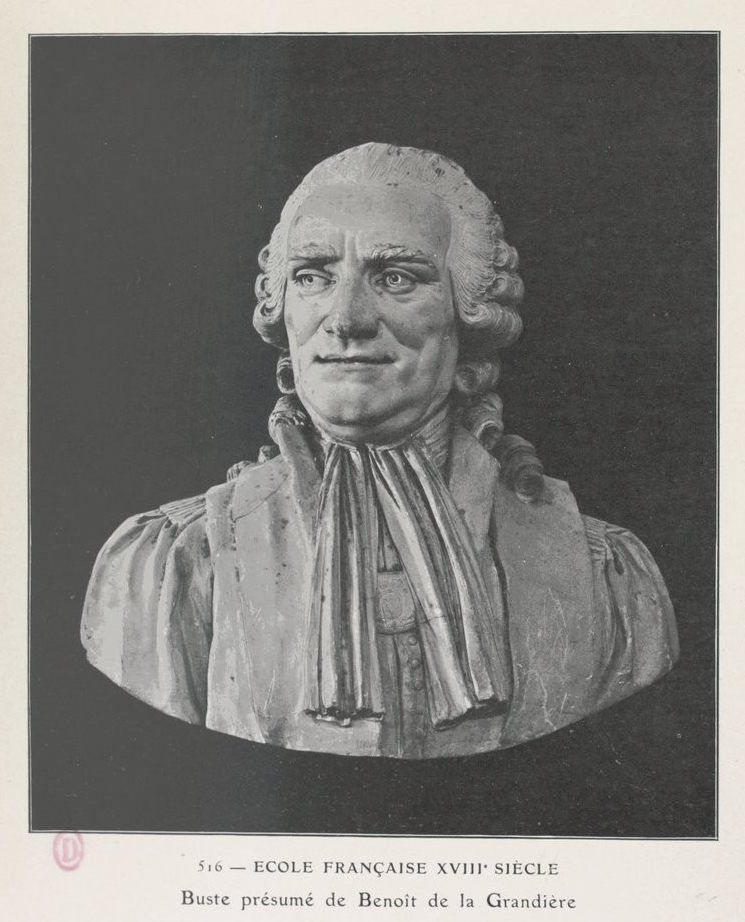
Buste présumé de Benoît de la Grandière (musée des beaux-arts de Tours).

Ce premier succès, obtenu en faveur d'une localité, fut bientôt suivi d'une amélioration d'un intérêt plus général. Les fermiers généraux étaient parvenus à persuader le ministre des Finances que les lois fiscales qui régissaient alors la France exigeaient, sur certains points, diverses modifications. Le gouvernement, en cédant à leur demande, s'était flatté d'adoucir certaines dispositions trop rigoureuses. La Grandière, dans un mémoire adressé au ministre, signala les nombreux abus qui allaient nécessairement résulter des dispositions nouvelles; il prouva que les fermiers généraux, en faisant leurs réclamations, n'avaient été mus que par leur intérêt personnel. Ses observations furent écoutées et l'on rapporta cette mesure contraire aux intérêts de la nation.
Ce fut à cette même époque que les entrepreneurs des messageries obtinrent le privilège exclusif de transporter toutes les marchandises en transit. Un tel monopole porta un coup funeste à un grand nombre de négociants qui se trouvaient ainsi frustrés de l'exploitation de cette branche d'industrie. Les négociants s'alarmèrent d'une telle mesure : Lagrandière fut prié d'en faire ressortir les inconvénients. Un mémoire fut rédigé par lui et mis sous les yeux de M. de Colonia et de M. Couturier, premier commis des Finances. Frappés de la justesse de ses observations, ces fonctionnaires se hâtèrent d'obtempérer à sa demande, et l'édit fut révoqué bientôt après.
Depuis plus d'un demi-siècle le commerce des vins était entravé par plusieurs édits qui défendaient aux nombreux propriétaires des vignobles riverains de la Loire d'expédier par ce fleuve les vins destinés aux colonies. La Grandière démontra au gouvernement combien un tel état de choses était préjudiciable aux véritables intérêts du commerce. Après une année entière de démarches et de sollicitations, il parvint à faire rendre un édit qui accordait une liberté entière à la navigation sur la Loire et ses affluents.
Tandis qu'il se voyait forcé de guerroyer avec les agents des administrations pour faire lever les barrières qui arrêtaient l'écoulement des produits du sol de la Touraine, il s'occupa en outre de créer sur divers points de la province de nouvelles voies de communication. Par ses soins, on ouvrit la grande route de Vendôme à Tours, et l'on projeta le rétablissement d'un ancien canal qui réunissait autrefois le Cher et la Loire au-dessus de Tours. Ce furent aussi ses conseils qui déterminèrent les régisseurs des Poudres-et-Salpêtres à faire construire le moulin à poudre de Ripault.
Les places publiques, les rues, les marchés et les édifices de Tours furent restaurés et embellis et il réorganisa entièrement son ancien collège, qui ne soutenait plus, depuis plusieurs années, son ancienne réputation.
Toujours préoccupé du sort de la classe laborieuse et des moyens d'améliorer sa position, il institua des prix destinés à être décernés aux ouvriers qui auraient montré le plus d'habileté dans leur profession et met en place une école gratuite de dessin avec Charles-Antoine Rougeot. Cette dernière institution, érigée dès 1781 par le comte d’Angiviller en « École royale académique de peinture et des arts dépendants du dessin », fut de la plus grande utilité pour les fabricants et manufactures de soierie tourangelles qui jusqu'alors étaient obligés de recourir à leurs confrères de Paris pour se procurer les dessins nécessaires à la confection de leurs étoffes.
Il inaugure à Tours un nouveau Palais de Justice et un nouvel hôtel de ville (place Royale, aujourd'hui disparus à la suite des bombardements de 1940), et, en 1787, il obtient, non sans de nombreuses oppositions locales, un arrêt du Conseil d'État autorisant l'établissement de l'éclairage public à Tours. Il est également à l'origine de la numérotation des maisons et fait surélever les bords de Loire pour éviter les dommages liés aux crues.

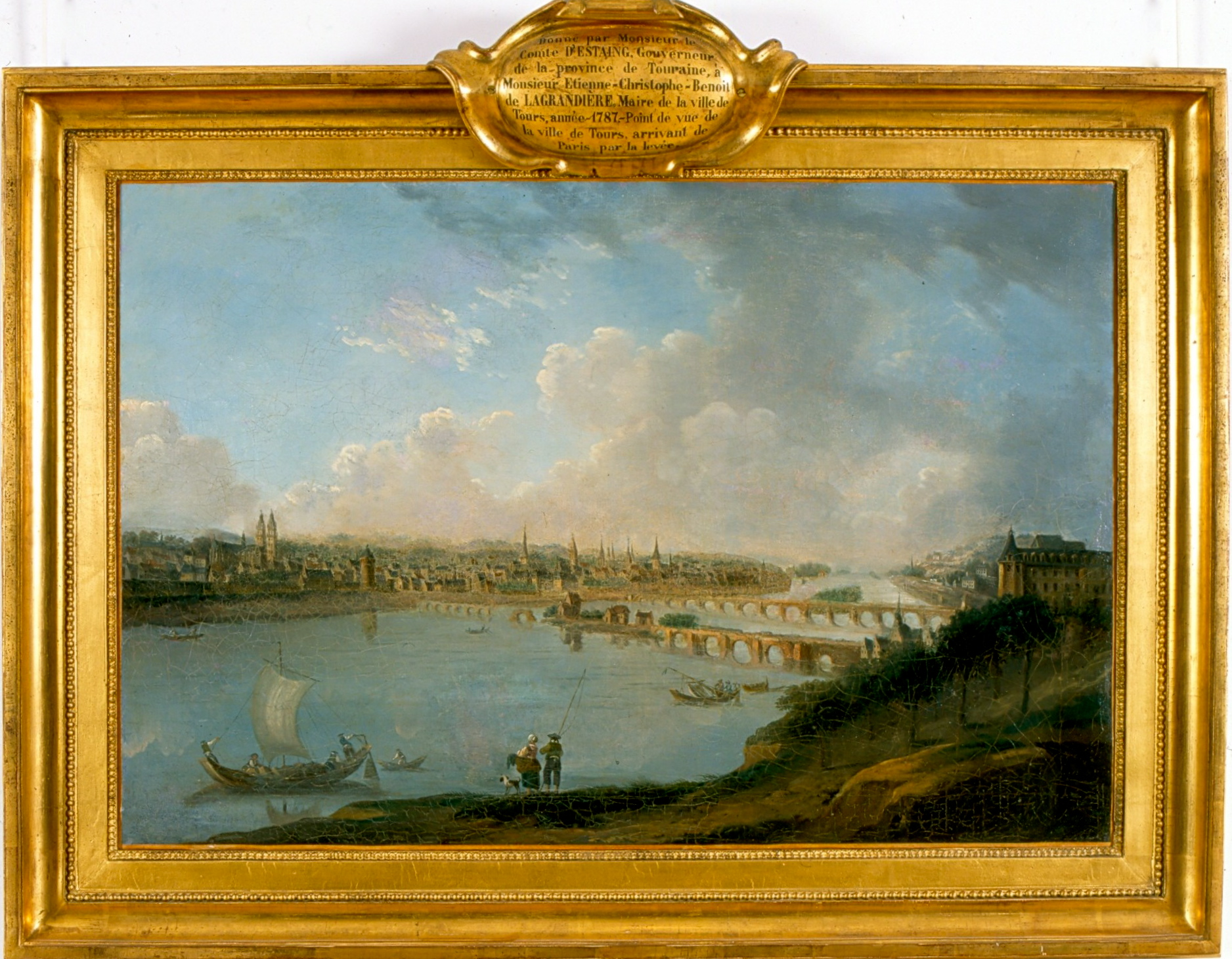
Un des deux tableaux représentant la ville de Tours, peint par Charles-Antoine Rougeot, et offert par le comte d'Estaing, gouverneur de Touraine, à Benoist de La Grandière, maire de Tours.
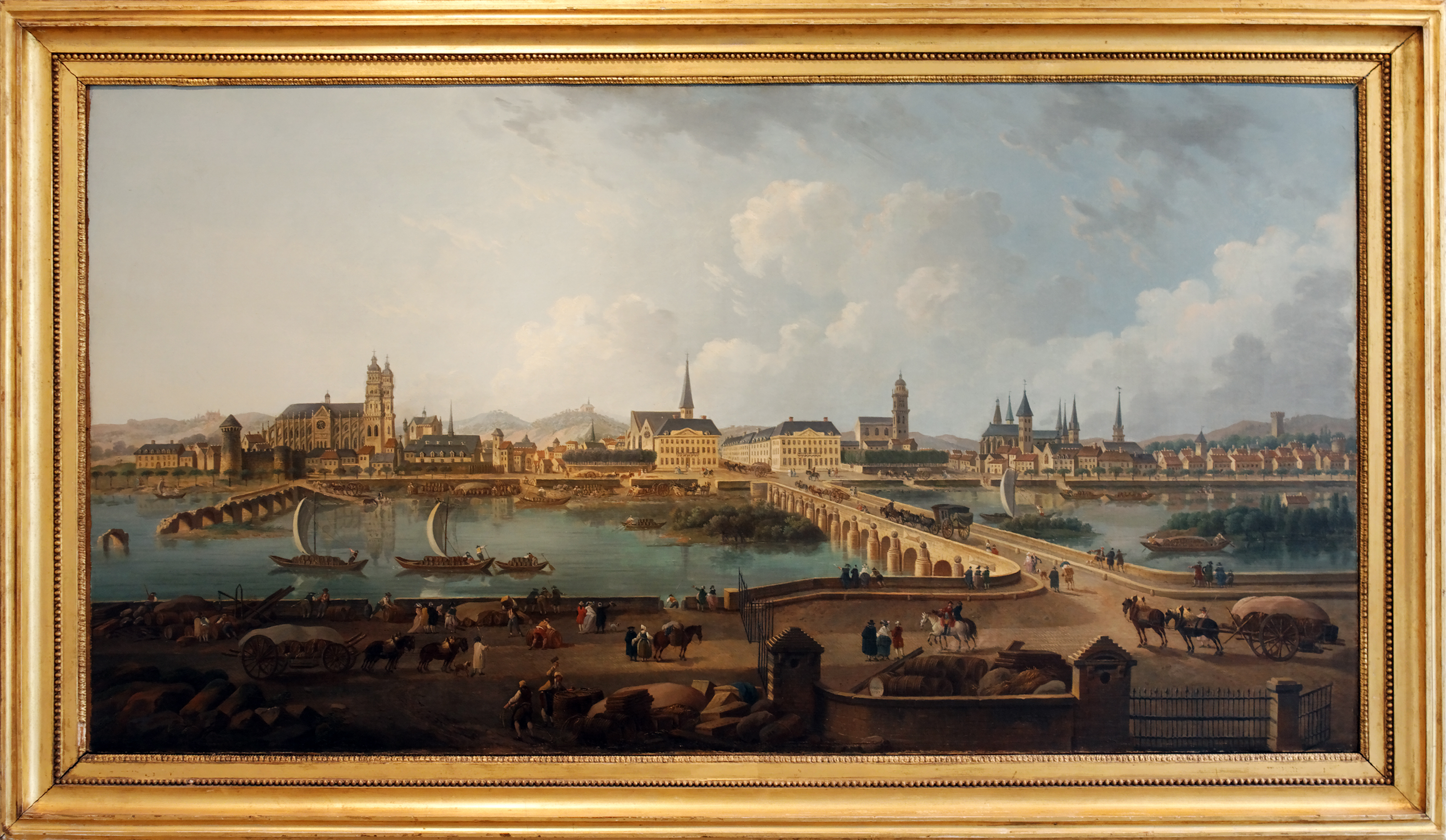
Vue de Tours, peint par Pierre-Antoine Demachy, mettant en avant l'action du maire Benoist de La Grandière pour la franchise de la navigation des vins sur la Loire.

Le comte d'Estaing, gouverneur de la province, lui accorde le privilège exclusif de nommer aux grades supérieurs de la compagnie dite « du gouvernement ».

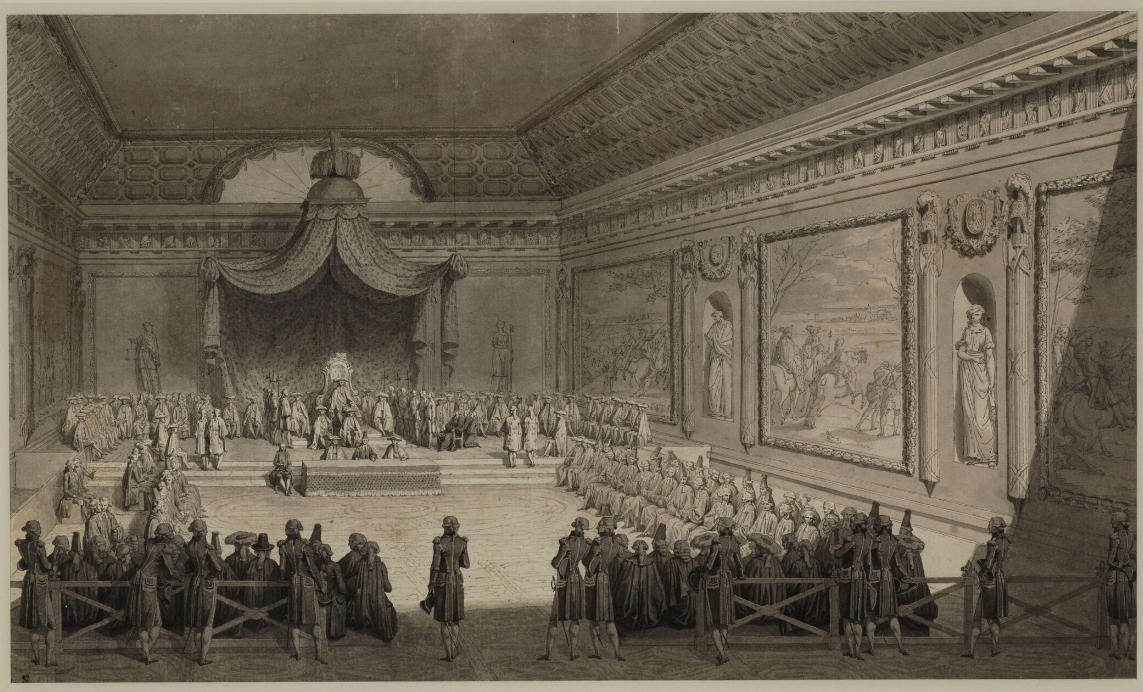
Séance d'ouverture de l'Assemblée des notables tenue à Versailles, le 22 février 1787.

Louis XVI l'appela à siéger aux Assemblée des notables de 1787 et 1788 à Versailles. Il s'y distingue et est l'un des plus remarquables députés du Royaume. Il prend fréquemment la parole sur les questions les plus importantes, et principalement sur celle de la réforme financière qui préoccupait alors si vivement les esprits. Il propose entre autres que tous les citoyens puissent concourir aux charges publiques, seul moyen de payer la dette dont l'extinction paraissait si difficile dans une époque étrangère encore aux grandes questions du crédit public. Il y interviendra toujours de manière libre et impartiale, dans le seul sens de l'intérêt du pays.
Il est choisi comme procureur général-syndic de l'Assemblée des Trois provinces de la généralité de Tours (Maine, Anjou et Touraine).
En octobre 1788, il accueille à Tours les ambassadeurs indiens du sultan de Mysore Tipû Sâhib (Muhammad Dervish Khan (en), Akbar Aby-Khan et Mouhammed-Osmard-Khan, accompagnés d'Aga Saïb, de Goulami Saïd et de vingt-sept esclaves et personnes de suites), séjournant à Tours lors de leur visite diplomatique à Paris pour demander au roi l'alliance contre l'Angleterre,.
Plusieurs voies de Tours seront baptisées par la suite en son hommage : rue de La Grandière, impasse de La Grandière et place de La Grandière (ancienne place Saint-Venant, aujourd'hui place du 14 juillet). Il est le seul maire de Tours sous l'Ancien régime à avoir eu son portrait officiel commandé et offert par l'échevinage à la ville. Un autre portrait, signé Borge et datant de 1788, faisait partie des collections du musée de Tours, ainsi qu'un buste sculpté.

### La Révolution

Gravure représentant Étienne Benoist de La Grandière.

Lorsqu'il est de retour à Tours, le peuple, excité par des pamphlets incendiaires, exaspéré par la cherté du pain, avait pris une attitude factieuse qui présageait bien des malheurs. Il est lui-même pris à partie jusqu'à son domicile par des révolutionnaires. Trois émeutes violentes éclatèrent successivement. La Grandière, au péril de sa vie plusieurs fois menacée, parvint à en arrêter les suites funestes. Par ses efforts et sa prévoyance, la ville reçut de nombreux approvisionnements. Il fit venir de l'étranger des blés qui purent être livrés à bas prix par suite des sacrifices que s'imposa la classe aisée de Tours entraînée par l'exemple de son chef. 
Il comparaît à l'assemblée électorale de la noblesse de Touraine en 1789 pour la convocation des États généraux, à titre personnel et comme fondé de pouvoir du comte d'Estaing. La population voulut lui confier le mandat de député de la noblesse pour les États généraux de 1789, mais sa santé le poussa à refuser cet honneur.
Retiré des affaires publiques, il ne cessa pas de se préoccuper des plus miséreux comme il le fit durant toute sa vie, il fit don d'un capital de vingt mille livres tournois à l'Hospice de la Charité de Tours et de six mille francs aux pauvres de la commune de Vouvray.
Durant la période de la Révolution, il donna aux Bourbons une preuve de son dévouement dans une adresse pleine de courage, signée aussi par Pierre-Adrien Gaullier de La Celle et Taschereau, ancien lieutenant criminel à Tours, que le roi Louis XVI conserva. 
Sous la Terreur, il est emprisonné par les jacobins avec sa femme à la prison du Luxembourg, ainsi que dans une prison de Châteauroux par le tribunal révolutionnaire. En janvier 1794, il fait également partie des cinquante-deux détenus (comme suspects ou contre-révolutionnaires) de la maison de l'Oratoire, avec son frère, chanoine de cathédrale Saint-Gatien de Tours. Il retrouve la liberté après le 9 thermidor, avant d'être de nouveau inquiété au mois d'octobre. 
Il devient membre du Conseil général d'Indre-et-Loire en l'an XI.
Étienne Benoist de La Grandière décède à Tours le 18 décembre 1805.

## Œuvre
- Mes Rêveries. Recueil des petites pièces que j’ai faites en diverses occasions et presque toutes en impromptu. Tours, 1767-1777. 2 vol.

### Sources
- Adrien Jarry de Mancy, Portraits et histoire des hommes utiles, bienfaiteurs et bienfaitrices de tous pays et de toutes conditions, Société Montyon et Franklin, Paris 1839. (Google livre)
- Claude Petitfrère, Les maires de Tours aux XVIIe – XVIIIe siècles : patriciens ou hommes nouveaux ?, dans « Construction, reproduction et représentation des patriciats urbains de l'Antiquité au XXe siècle », 1999
- Claude Petitfrère, Célébration/contestation, les deux  versants de la célébrité. À propos d'Etienne Benoît de La Grandière, maire de Tours (1780-1789)” (en collaboration avec B. Baumier), Congrès national des Sociétés Savantes, Bordeaux, 2009
- Claude Petitfrère, « Les  dynasties  familiales  dans le  corps  de  ville  de  Tours » et « Logique  sociale  d’une  gestion financière.  La  municipalité  de  Tours  du  temps  de  la  Ligue  à  la  Révolution  (1589-1789) » (en collaboration  avec  Béatrice  Baumier),  Histoire sociale du politique. Les villes de l’Ouest atlantique français à l’époque moderne (XVIe – XVIIIe siècle) (dir.  Guy  Saupin), Rennes,  PUR, 2010, p. 142-160 et 219-251
- Béatrice Baumier, Tours, entre Lumières et Révolution : Pouvoir municipal et métamorphoses d'une ville (1764-1792), Presses universitaires de Rennes, 2015
- Maurice Hamon et Ange Rovere (dir.), Être reconnu en son temps : personnalités et notables aux Temps modernes, Éd. du CTHS (Actes des congrès des sociétés historiques et scientifiques), 2012
- Olivier Ducamp, Les Benoist de La Grandière et leur descendance, Éditions Christian, Paris 1998.
- Hugo Plumel, « Deux familles de maires à Tours au XVIIIe siècle [Preuilly et Benoît de La Grandière] », mémoire de maîtrise en histoire, Tours, université de Tours, 1995.
- Mémoires de la Société archéologique de Touraine, Société archéologique de Touraine.
- Jean-Nicolas Dufort de Cheverny, Mémoires sur les règnes de Louis XV et Louis XVI et sur la Révolution, Ed. Plon, Nourrit et Cie, Paris 1886
- Adolphe de Lescure, Correspondance secrète inédite sur Louis XVI, Marie Antoinette, la cour et la ville de 1777 à 1792, T. II, 1866
- Henry Faye, La Révolution en Touraine (1789-1800), Angers, Germain et Grassin, 1906.
- Henry Lambron de Lignim, « Recherches historiques sur la noblesse ancienne et moderne de la Touraine », Mémoires de la Société archéologique de Touraine, 1858, p. 153-254.
- Claude Petitfrère, « Une ville mise en scène : une Tours d’après l’iconographie générale des XVIe – XVIIIe siècles », dans Petitfrère Claude (dir.), Images et Imaginaires de la ville à l’époque moderne, Tours, université François-Rabelais (Sciences de la ville, 15), 1998, p. 175-210.
- Claude Petitfrère, « Vox populi, vox regis ? L’élection des maires de Tours aux XVIIe et XVIIIe siècles », Annales de Bretagne et des pays de l'Ouest, vol. CVI, no 4, 1999, p. 47-64.
- Sagey, Tableau généalogique imprimé de la famille Benoist de La Grandière, Bulletin trimestriel de la Société archéologique de Touraine
- Arthur Trouëssart, Tableau généalogique de la famille de La Grandière, 1879
- Henry Lambron de Lignim, Documents généalogiques sur les familles de Touraine, t. 1
- Sophie  Join-Lambert,  Peintures françaises du XVIIIe siècle : Catalogue raisonné Musée des Beaux-Arts de Tours, Château d'Azay-le-Ferron, Silvana Editoriale, 2008